# Probatodes plumula
Probatodes plumula là một loài bọ cánh cứng trong họ Cerambycidae.